# Метальников, Леонид Борисович
Леонид Борисович Метальников (род. 25 апреля 1990, Усть-Каменогорск) — казахстанский хоккеист, защитник. Завершил карьеру.

## Карьера
Воспитанник усть-каменогорского хоккея.
В чемпионате Казахстана за «Казцинк-Торпедо-2» и «Горняк» провел 107 игр, забил 16 шайб и сделал 25 результативных передач.
В ВХЛ в составе «Казцинк-Торпедо» провел 11 игр, набрав 1+2 очка.
На молодёжном чемпионате мира (U18) 2007 года в 1 дивизионе провел 5 игр и завоевал серебряную медаль.
На молодёжном чемпионате мира (U18) 2008 года в 1 дивизионе провел 4 игры, набрал 3+3 очка, был признан лучшим защитников и завоевал серебряную медаль.
На молодёжных чемпионатах (U20) 2009, 2010 годов сыграл 11 игр.
Игрок студенческой сборной Казахстана Метальников стал самым результативным защитником зимней Универсиады 2013 в Трентино. В 6 матчах он набрал 8 очков, забросив 2 шайбы и сделав 6 результативных передач.
В 2015 году играл на чемпионате мира, где в 5 играх забил 1 шайбу.
19 декабря 2015 года принял квалифицированное предложение от астанинского «Барыса», до конца сезона 2015/2016.